# 绢毛旋覆花
绢毛旋覆花（学名：Inula sericophylla）为菊科旋覆花属的植物，为中国的特有植物。分布在中国大陆的云南等地，生长于海拔1,500米至2,800米的地区，见于亚高山的坡的、低山或草地，目前已由人工引种栽培。